# دانشکده جنگ پروس

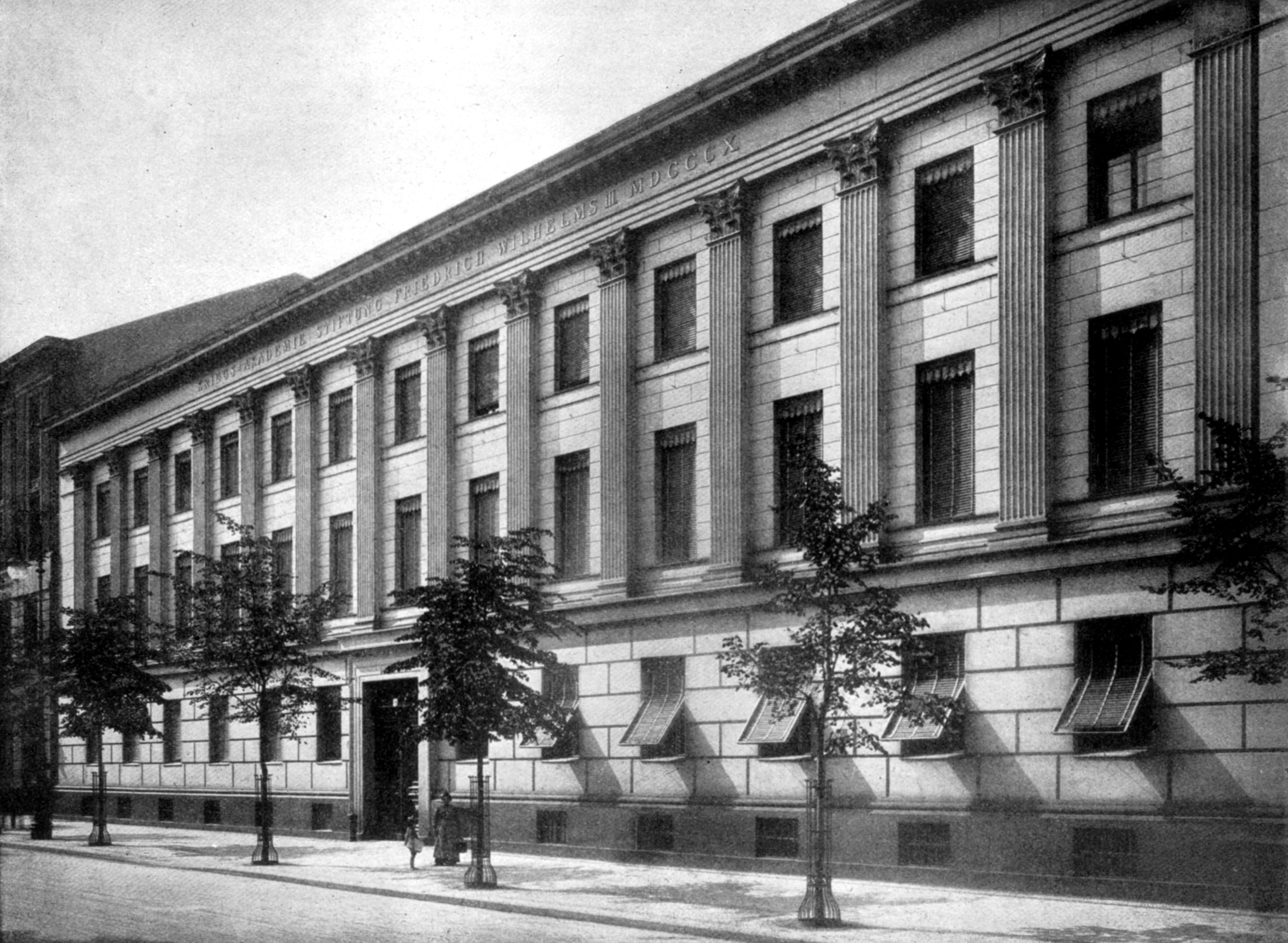
نمای خیابان ۷۴ آنتر دن لیندن، ساخته شده در سال ۱۸۴۵/۲۵ توسط کارل فردریش شینکل زمانی که دانشکده توپخانه و مهندسی متحد بود.

دانشکده جنگ پروس (به آلمانی: Preußische Kriegsakademie) بالاترین مرکز نظامی پادشاهی پروس برای آموزش، تمرین و تحصیل افسران ستاد کل پروس بود.

## موقعیت
این دانشکده در سال ۱۸۰۱ با نام «آکادمی برای افسران جوان پیاده‌نظام و سواره نظام» شروع به کار و بعدها به نام «مدرسه جنگ عمومی» شناخته شد. این دانشکده رسماً توسط گرهارت فون شارنهورست در برلین در ۱۵ اکتبر ۱۸۱۰ به عنوان یکی از سه دانشکده افسری تأسیس شد. ساختمان آن در آنتر دن لیندن، برلین، توسط کارل فریدریش شینکل طراحی شده‌است.

## فارغ‌التحصیلی
فارغ‌التحصیلی از کالج ستاد پیش نیاز انتصاب در ستاد کل پروس (بعدها ستاد کل آلمان) بود. کارل فون کلاوزویتس در سال ۱۸۰۱ (قبل از تغییر نام) به عنوان یکی از اولین شاگردان این کالج ثبت نام کرد، در حالی که سایر شرکت کنندگان شامل فیلد مارشال‌های مشهوری چون فون اشتاینمتز، فون مولتکه و فون بلومنتال در دهه‌های ۱۸۲۰ و ۱۸۳۰ بودند.
ارنست امیل فون لورنز، که در سال ۱۸۸۹ به عنوان یک فرمانده نیروی زمینی ایالات متحده آمریکا خدمت کرد و همچنین سرهنگ ارتش ایالات متحده آلبرت کودی ودمایر، که در جنگ جهانی دوم خدمت کرد، فارغ‌التحصیل شد. دانشکده کارکنان پس از جنگ جهانی اول بازسازی شد و پس از جنگ جهانی دوم منحل شد.

## برنامه تحصیلی
دانشجویان آکادمی جنگ حدود ۲۰ ساعت در هفته سخنرانی می‌کردند. آموزش توسط اساتید دانشگاه برلین و افسرانی که در ستاد بزرگ خدمت می‌کردند، انجام می‌شد که بدین وسیله تحصیلات خود را افزایش دادند. در سال ۱۸۷۲ آکادمی جنگ از بازرس آموزش نظامی گرفته شد و زیر نظر رئیس ستاد کل قرار گرفت. روح آکادمی توسط رئیس ستاد هلموت فون مولتکه بیان شد، که بر اهمیت «فرایند فعال ذهنی دادن و گرفتن بین معلم و دانش‌آموز، به‌منظور تحریک دانش‌آموزان برای تبدیل شدن به همکار» تأکید کرد.
پذیرش در آکادمی بسیار گزینشی بود. افسران با حداقل پنج سال خدمت که می‌خواستند افسر ستاد کل شوند، خود را برای امتحان ورودی، که شامل تاکتیک، نقشه‌برداری، جغرافیا، ریاضیات و زبان فرانسه بود، با سؤالاتی برای آزمایش درک به جای حافظه متواتر آماده می‌کردند. دانش‌آموزان انشاء نام یا دسته‌بندی نامزدها را نمی‌دانستند. از صدها متقاضی، هر ساله حدود صد نفر برای ورود به دوره اول آکادمی پذیرفته می‌شدند. کسانی که عملکرد رضایت بخشی داشتند به سال دوم و سوم ارتقا می‌یافتند.
در سال اول، چهارده ساعت سخنرانی در هر هفته بر موضوعات نظامی از جمله تاریخ نظامی متمرکز بود، در حالی که هفده ساعت غیرنظامی بود که شامل تاریخ عمومی، ریاضیات، علوم و انتخاب زبان فرانسوی یا روسی بود. تقریباً همان تخصیص زمانی در دو سال گذشته مورد استفاده قرار گرفت. سخنرانی‌ها با بازدید از استحکامات، کارخانه‌های اسلحه سازی و تمرینات هنگ راه‌آهن تکمیل شد. در طول سه ماه تعطیلات تابستانی، دانش آموزان در مانورها شرکت کردند و در تمرینات تاکتیکی صحرایی که در آن واحدهای خیالی فرماندهی می‌کردند، شرکت کردند. در پایان دوره امتحان دوم خود را دادند. فقط حدود سی دانش آموز در این آزمون بسیار دشوار موفق شدند. آنها سپس به ستاد کل بزرگ منصوب شدند، در حالی که پیوست‌های هنگ خود را حفظ کردند. پس از دو سال، آنها امتحان سوم و نهایی خود را دادند، پس از آن پنج تا هشت افسر به‌طور دائم برای پر کردن پست‌های خالی ستاد کل استخدام شدند - یک پیروزی قابل توجه از تعداد زیادی که وارد رقابت شده بودند.